# 普吉副棘鰍
普吉副棘鰍（學名：[Paracanthocobitis phuketensis] 错误：{{Lang}}：文本有斜体标记（帮助）），為輻鰭魚綱鯉形目條鰍科副棘鰍屬的其中一種。分布於亞洲馬來半島、普吉島淡水流域，體長可達3.3公分，棲息在河川底層水域，生活習性不明。

## 扩展阅读
維基物種上的相關：普吉副棘鰍